# Tsitsi Dangarembga
Tsitsi Dangarembga (narozena 4. února 1959 v Mutoku) je zimbabwská spisovatelka píšící anglicky. Věnuje se též filmu. Její nejslavnější kniha Nervous Conditions, která vyšla roku 1988 (ponejprv v Británii), byla v anketě BBC z roku 2018 zařazena mezi sto největších příběhů dějin, které formovaly svět. Pokračování This Mournable Body bylo nominované na Bookerovu cenu. Roku 2021 získala na Frankfurtském knižním veletrhu Mírovou cenu německých knihkupců. V roce 2022 byla v Zimbabwe odsouzena za politický protest.

### Divadelní hry
- The Third One
- Lost of the Soil (1983)
- She No Longer Weeps (1987)

### Próza
- Nervous Conditions (1988)
- The Book of Not (2006)
- This Mournable Body (2018)

### Eseje
- Black and Female (2022)